# 군칸마키
군칸마키(일본어: 軍艦巻)는 마키즈시의 하나이다. 일본어 "군칸(軍艦)"은 "군함"을 뜻한다. 스메시에 김을 감고, 그 위에 생선알, 성게 등의 부드러운 식재료를 올린 모습이 군함을 닮아 이렇게 부른다.

## 같이 보기
- 테마키